# Paul Windels
Paul Windels (* 19. April 1883 in Dorum, Land Wursten; † 26. Januar 1970 in Bad Godesberg) war ein deutscher Verwaltungsjurist und Landrat.

## Leben
Paul Windels studierte an der Eberhard Karls Universität Tübingen Rechtswissenschaften. 1901 wurde er im Corps Suevia Tübingen aktiv. Nach den Examina trat er in den preußischen Staatsdienst. 1910 bestand er bei der Regierung in Schleswig die Prüfung als Regierungsassessor. 1918 wurde er auftragsweise Landrat des Landkreises Militsch. Von 1920 bis 1945 war er Landrat des Landkreises Saatzig.
Nach der Vertreibung aus Pommern engagierte er sich im Vertriebenenverein Heimatkreis Saatzig. Zuletzt lebte er in Stade. Der ein Jahr ältere Hans Windels, Landrat in Hannover, war wohl ein Bruder.